# Et civiliseret land
Et civiliseret land er en dansk dokumentarfilm fra 2014 med instruktion og manuskript af Nanna Frank Møller.

## Handling
Jørgen Lange Thomsen er retsmediciner og derfor vant til at undersøge døde mennesker for at fastslå, hvordan de har endt livet. Det er en eksakt videnskab, hvor Jørgen gennem sine undersøgelser, ofte er i stand til at nå frem til konklusioner, der ofte kan afgøre en retssag. En dag bliver Jørgen "hyret" af en menneskerettighedsorganisation til en spektakulær sag, som stiller helt anderledes krav til ham og hans profession. Han skal undersøge en gruppe levende irakere, for at afgøre, om de har været udsat for tortur. Sagen kan få enorm politisk betydning, da Jørgens resultat bliver afgørende for, om der skal rejses en sag mod den danske stat for krigsforbrydelser under Irak-krigen.